# Golanhöhen

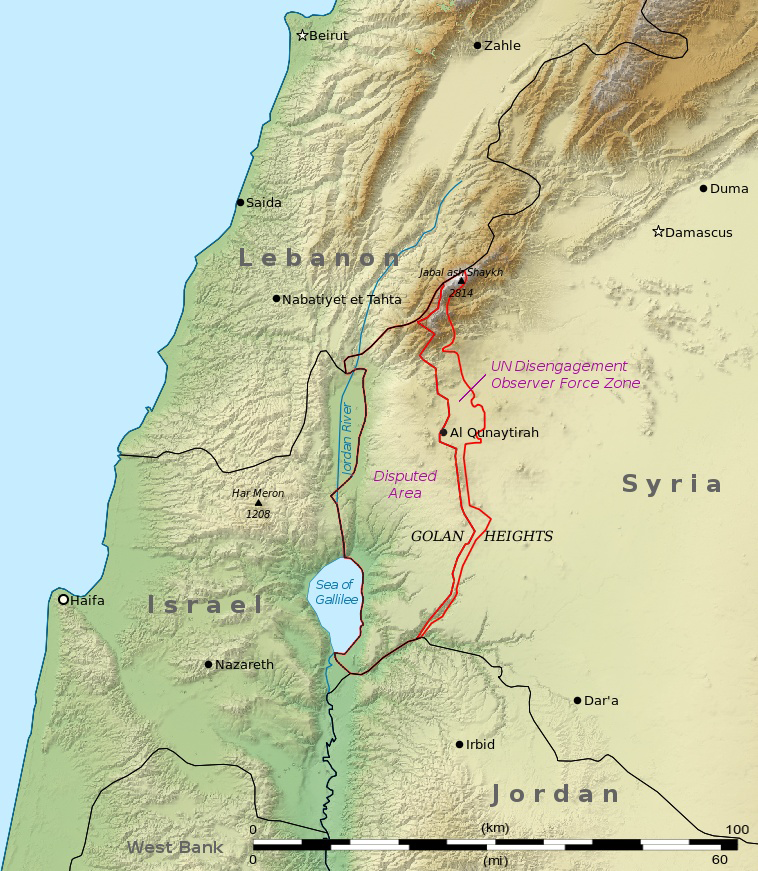
Topografische Karte

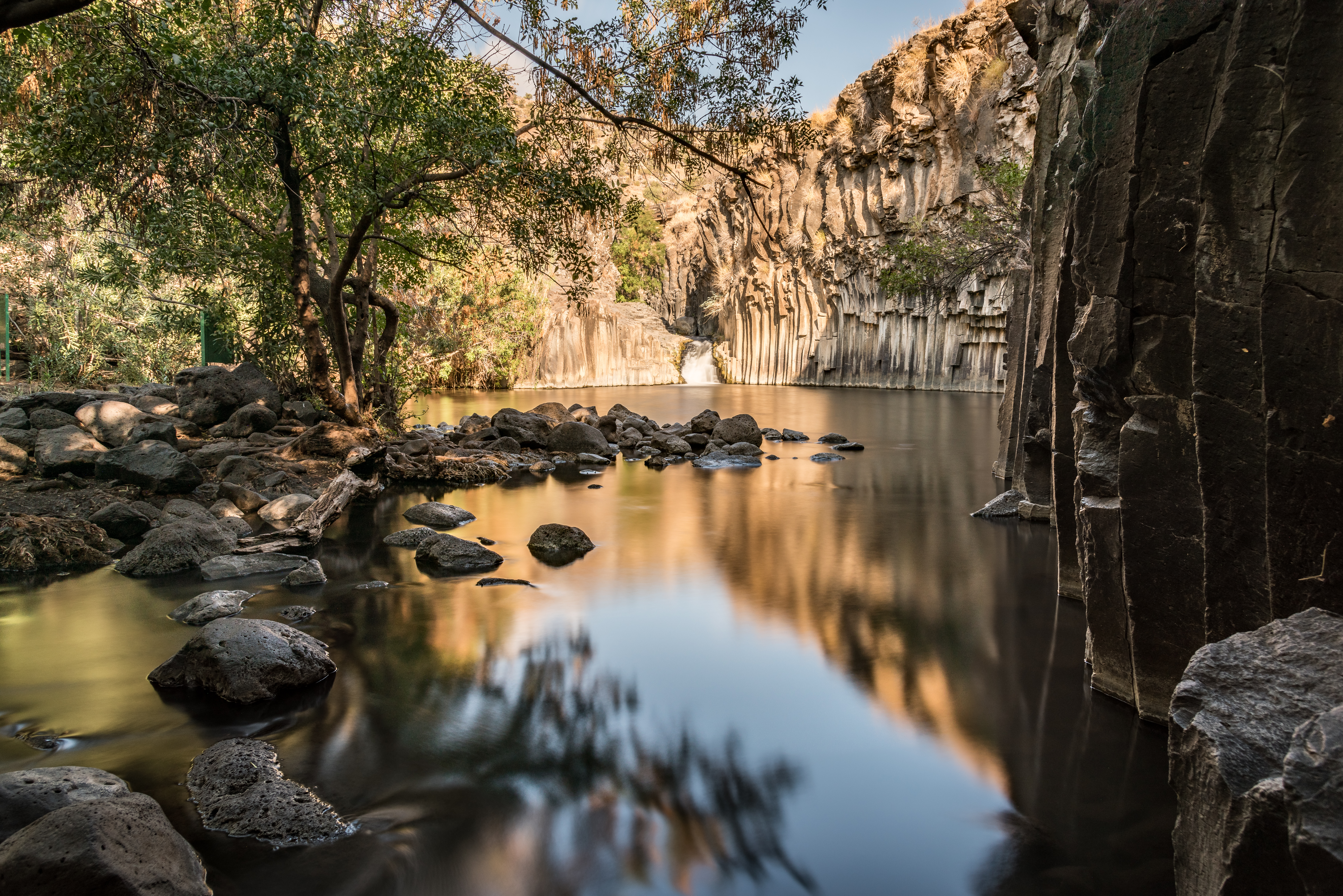
Hexagon Pool in den Golanhöhen

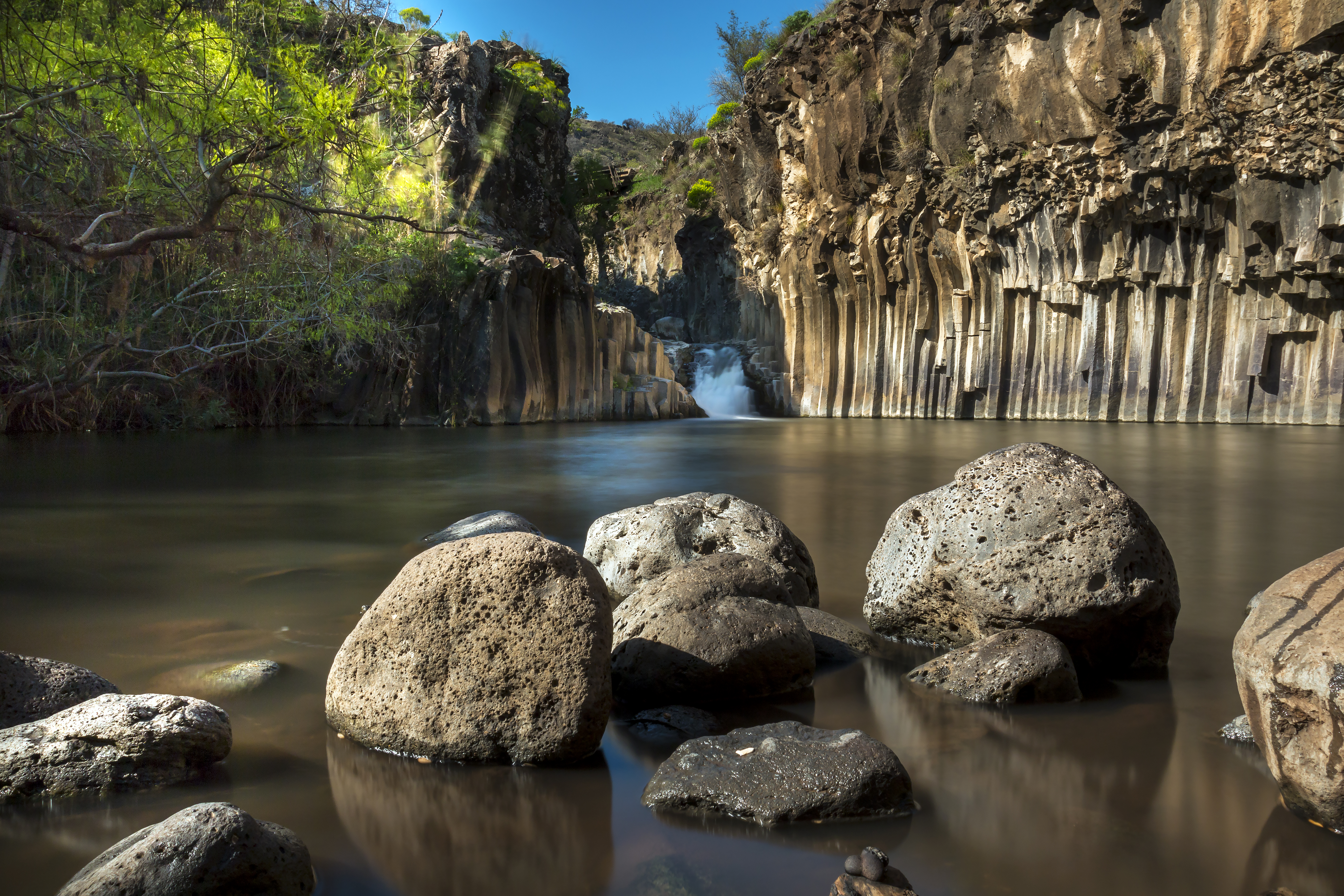
Hexagon Pool des Wadi el-Hawa

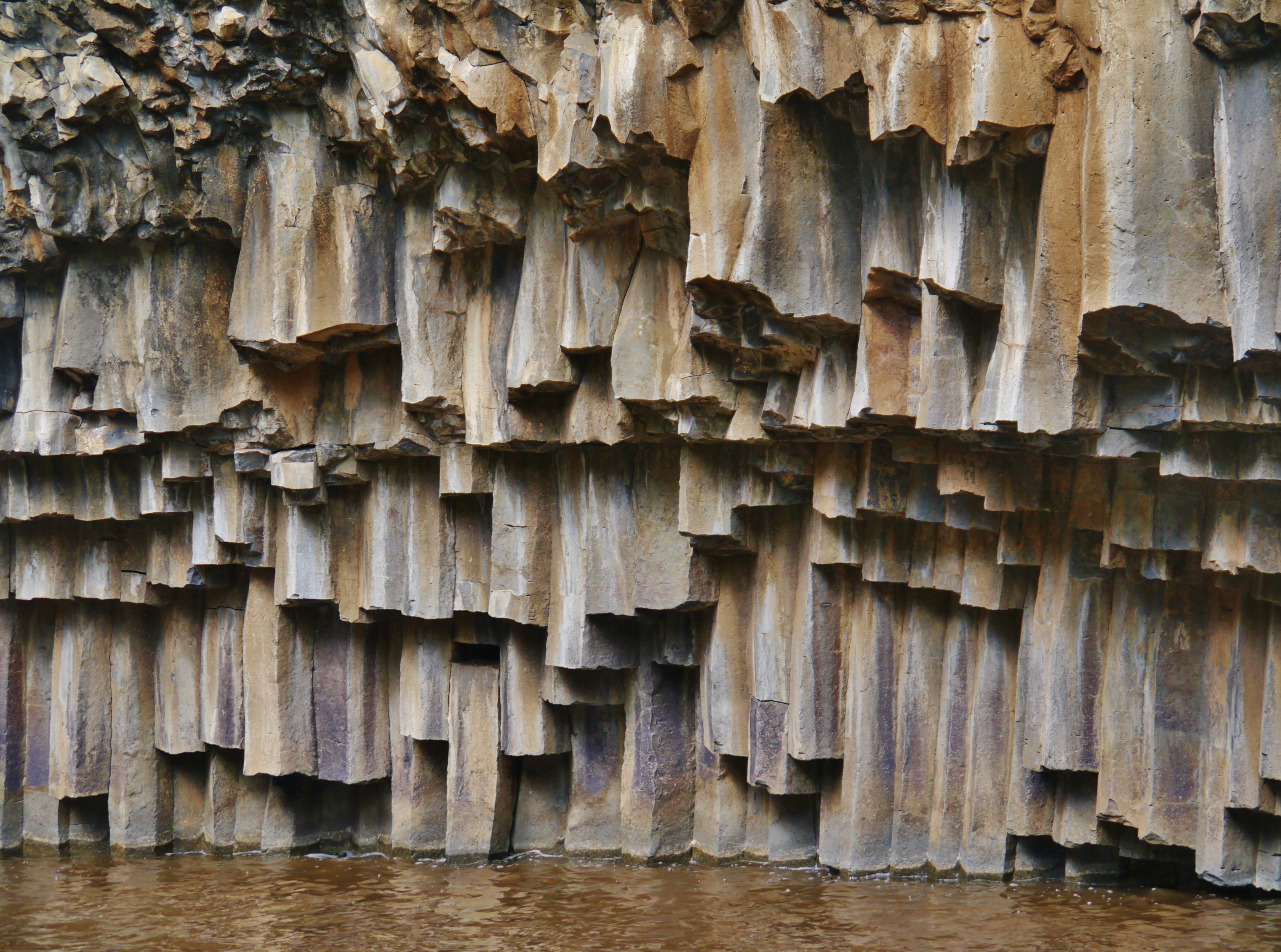
Detail der Basaltwand

Die Golanhöhen (arabisch هضبة الجولان Hadbat al-Dschaulān, DMG Haḍbat al-Ǧawlān, hebräisch רָמַת הַגּוֹלָן Ramat haGolan, deutsch kurz Golan; gräzisiert Γαυλανίτις, Gaulanitis) sind im geographischen Sinne ein hügeliger Landstrich im Nahen Osten. 

## Geographie und Bevölkerung
Bei den Golanhöhen im geographischen und geologischen Sinne handelt es sich um ein basaltisches Hochplateau vulkanischen Ursprungs zwischen dem See Genezareth und der syrischen Hauptstadt Damaskus, das durch den Jarmuk im Süden, den See Genezareth und die Chulaebene im Westen, den Hermon im Norden und den Wadi ar-Ruqqad im Osten begrenzt ist. 
Ein großer Teil des Gebiets liegt etwa bei 1000 m, die Fläche beträgt bei einer Länge von 60 km und einer Breite von 25 km insgesamt ca. 1.500 km². Die höchste Erhebung ist im Norden der Hermon mit 2814 Metern. Durch die Höhe liegt im Winter so viel Schnee, dass bei der israelischen Siedlung Newe Atiw ein Skigebiet eingerichtet werden konnte. Im Nordosten befindet sich ein erloschener Vulkan, der Bental, mit einer Höhe von 1171 Metern.
Die größte Stadt der Golanhöhen war das syrische Quneitra, das von der israelischen Armee während des Sechstagekrieges 1967 besetzt wurde. Vier Kilometer westlich wurde 1967 der Kibbuz Merom Golan gegründet, der im Krater des Har Bental liegt. Im Jom-Kippur-Krieg 1973 wurde die Stadt von der syrischen Armee zwischenzeitlich zurückerobert. 1974 zog sich die israelische Armee, die den syrischen Angriff zurückgeworfen hatte, aus der Stadt zurück. Die Stadt wurde bis heute nur zu geringen Teilen wiederaufgebaut. Der israelische Hauptort des Golan ist Katzrin. Insgesamt wohnen auf den Golanhöhen Stand 2021 etwa 25.000 israelische Siedler in 33 Städten und Dörfern sowie ca. 23.000 Drusen in einem kleinen Gebiet mit vier Dörfern im Norden des Golan.
Die Böden des Golan sind sehr steinig, große Flächen sind vermint. Die Niederschläge sind vergleichsweise hoch. Israel bezieht einen Großteil seines Trinkwassers indirekt (über den Jordan und den See Genezareth) von den Golanhöhen. 8.100 Hektar Land werden landwirtschaftlich genutzt, unter anderem für den Weinbau. Weitere 46.575 ha dienen als Weideland für zirka 15.000 Rinder und 5000 Schafe, die für die Milch- und Fleischproduktion genutzt werden.

## Geschichte
Die Besiedlung reicht bis weit in die Urzeit zurück. Jüngste Funde zeigen, dass bereits der Homo neanderthalensis in dieser Region seine Spuren hinterlassen hat.
Vor allem im Zusammenhang mit biblischen Erzählungen wird die gräzisierte Namensform Gaulanitis verwandt, die von der Übersetzung der Bibel ins Griechische (Septuaginta) herrührt. In der hebräischen Bibel wird der Golan der Eisenzeit (1000 bis 800 v. Chr.) mit dem Fürstentum Geschur in Verbindung gebracht. Eine jüdische Besiedlung der Golanhöhen reicht bis in die Antike zurück. Ähnlich wie in Masada am Toten Meer gab es in Gamla (Gamala) eine Festung von Zeloten, die allerdings von den Römern im Jahr 67 nach relativ kurzer Zeit eingenommen wurde. Unter dem politischen, wirtschaftlichen und religiösen (vor allem im Byzantinischen Reich) Druck der herrschenden Mächte schwand, wie überall im Nahen Osten, die jüdische Bevölkerung. Das Gebiet wurde von Arabern und Drusen besiedelt.
Um 1900 wurden auf den Golanhöhen jüdische Siedlungen gegründet. 1923 wurden in einem Abkommen zwischen England und Frankreich die Golanhöhen vom britischen Mandatsgebiet Palästina abgetrennt und dem französischen Mandatsgebiet Syrien und Libanon angeschlossen. Im Unterschied zum britischen bestanden für das französische Mandatgebiet keine Bedingungen über eine Förderung zionistischer Interessen. Alle jüdischen Siedlungen wurden Anfang der 1920er-Jahre aufgegeben.
Die Golanhöhen wurden von Syrien als militärischer Stützpunkt genutzt, von dem aus immer wieder israelische Gemeinden beschossen wurden. Dies galt insbesondere für die an den Golan grenzenden israelischen Dörfer in den entmilitarisierten Zonen, welche im Zuge des Waffenstillstandsabkommens von 1949 eingerichtet wurden. Arabische Versuche, diese Gebiete zu besiedeln, wurden wiederum von Israel verhindert.

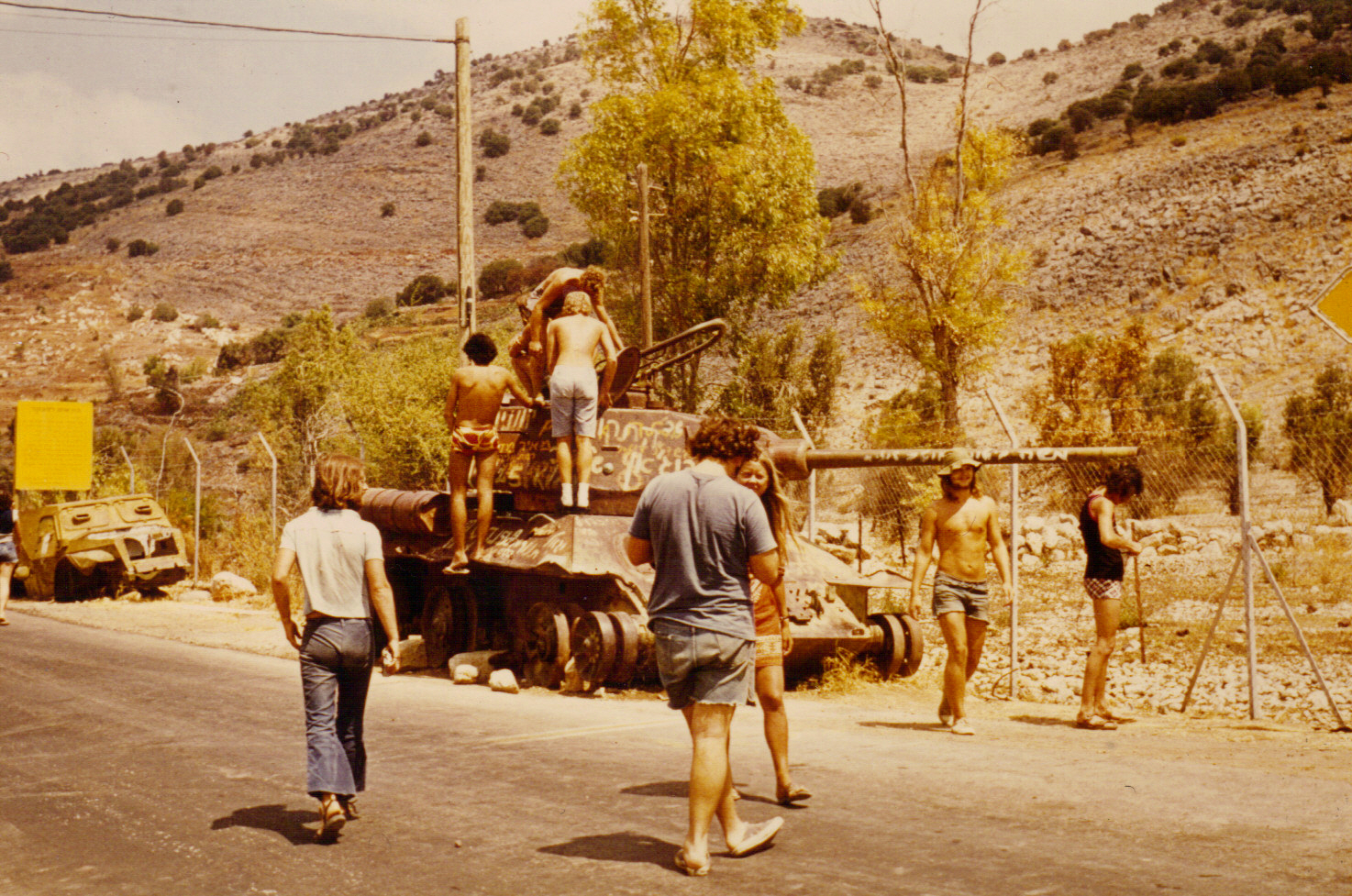
Österreichischen Kibbuz-Freiwilligen werden in Ein Hashofet Relikte der Golan-Schlacht von 1967 gezeigt, Sommer 1973

Während des Sechstagekriegs eroberte Israel die Golanhöhen. Der Sicherheitsrat der Vereinten Nationen forderte Israel im November 1967 in seiner Resolution 242 zum Rückzug aus besetzten Gebieten auf – im Gegenzug für eine Anerkennung Israels und die Respektierung seines Rechts auf Sicherheit. Während des Krieges und danach flohen bis auf die Drusen, welche größtenteils dort weiter wohnen, nahezu alle arabischen Bewohner aus dem Gebiet. Schätzungen liegen dabei zwischen 80.000 und 131.000 Personen, die nach israelischen und amerikanischen Quellen flohen bzw. laut der syrischen Regierung größtenteils vertrieben wurden. Ein Grund für das Verbleiben der Drusen war, dass seit den Zeiten des britischen Mandats relativ gute und friedliche Beziehungen zwischen den Drusen und der jüdischen Bevölkerung und Führung bestanden.
Noch vor dem Westjordanland begann auf den Golanhöhen im Juli 1967 mit der Gründung des Kibbuz Merom Golan die israelische Besiedlung, die vom Weltsicherheitsrat in seinen Resolutionen 446 und 452 von 1979 ausdrücklich als illegal verurteilt wurde. Zwar konnte Syrien Teile des Golans im Jom-Kippur-Krieg 1973 zunächst wieder besetzen, doch gingen diese Gebiete im weiteren Verlauf der Kämpfe erneut verloren. In seiner Resolution 338 vom Oktober 1973 forderte der UN-Sicherheitsrat außer einem Waffenstillstand die Umsetzung aller Teile der Resolution 242, also auch den israelischen Rückzug. Im folgenden Jahr schlossen Israel und Syrien ein Waffenstillstandsabkommen; außerdem wurde eine Pufferzone eingerichtet, die von den Vereinten Nationen (UNO/UN) unter die Aufsicht der „UN-Blauhelme“ von der United Nations Disengagement Observer Force (UNDOF) gestellt wurde. Die 1967 von den Israelis besetzte Stadt Quneitra liegt in dieser Pufferzone. 1979 bot Israel den Drusen auf dem Golan die Möglichkeit an, die israelische Staatsbürgerschaft zu erwerben, was aber nur von wenigen Drusen angenommen wurde. In den Jahren 1981/1982 kam es stattdessen zu massiven Protesten der Drusen gegen Israel. Es wurde unter anderem auch die Rückgabe des Gebiets an Syrien gefordert.

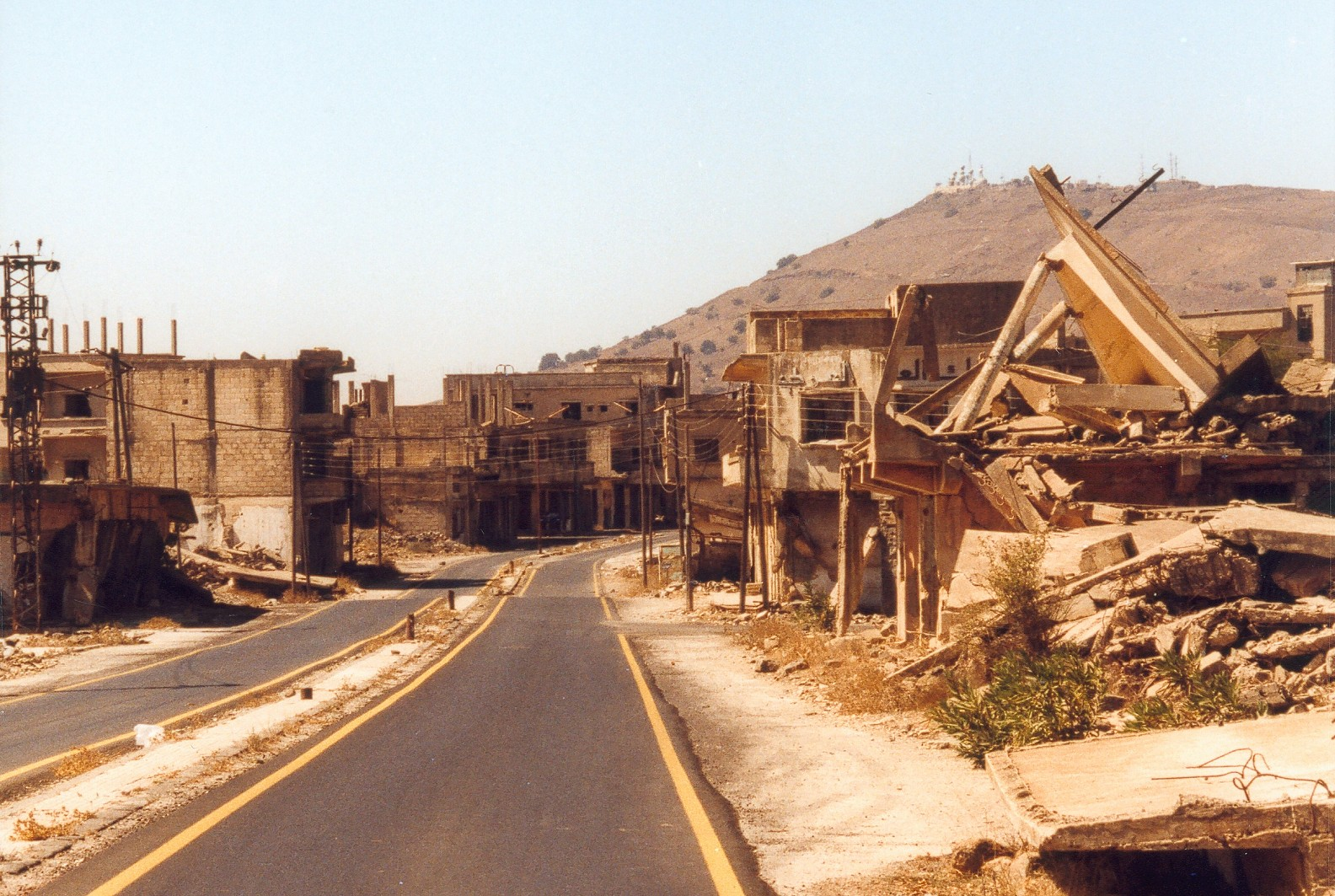
Die verlassene Stadt Quneitra in der Pufferzone, September 2001

Am 14. Dezember 1981 wurde in Israel ein Gesetz erlassen, das dort geltende Gesetze auf die Golanhöhen ausweitete und diese unter die Verwaltungshoheit Israels stellte, was einer formellen Annektierung des Golan gleichkam. Am 17. Dezember 1981 erklärte der UN-Sicherheitsrat dieses Gesetz auf einer Sondersitzung in seiner Resolution Nr. 497 für „null und nichtig“ („null and void“).
Im Jahr 2000 scheiterten Verhandlungen über die Golanhöhen mit Syrien unter der israelischen Regierung von Ehud Barak (1999–2001). Die darauffolgende Regierung unter Ariel Scharon (2001–2006) kündigte im Januar 2004 an, in neuen jüdischen Siedlungen, die im Golan errichtet werden sollten, weitere 900 Familien ansiedeln zu wollen. Die Absicht dieser Regierung war es, die israelische Bevölkerung dort innerhalb von drei Jahren zu verdoppeln.
Am 3. November 2012 drangen im Zusammenhang des 2011 ausgebrochenen Bürgerkriegs in Syrien drei Panzer der syrischen Regierung, begleitet von zwei gepanzerten Transportfahrzeugen, in die demilitarisierte Zone auf den Golanhöhen ein. Dabei lieferten sie sich ein längeres Feuergefecht mit syrischen Rebellen in der Ortschaft Bi’r Adscham. Schon zuvor waren syrische Mörsergranaten in der demilitarisierten Zone eingeschlagen. Israel legte daraufhin bei der in der demilitarisierten Zone stationierten UN-Friedenstruppe Beschwerde ein. Zwei Tage später wurde nach Angaben der israelischen Streitkräfte ein Armeefahrzeug auf den Golanhöhen nahe der Demarkationslinie von mehreren aus syrischem Gebiet abgefeuerten Geschossen beschädigt. Ob diese Schüsse von der syrischen Armee oder von den Rebellen abgegeben wurden, konnte nicht ermittelt werden. Am 11. November wurde ein israelischer Grenzposten auf den Golanhöhen von einer syrischen Mörsergranate getroffen. Schon zuvor waren einige Geschosse der syrischen Armee auf den Golanhöhen eingeschlagen. Zwar wertete die israelische Regierung den Beschuss als Versehen, doch feuerten die israelischen Streitkräfte als Warnung noch am selben Tag mindestens eine Panzerabwehrrakete auf syrisches Territorium ab. Erneut legte die israelische Regierung zudem bei der auf den Golanhöhen stationierten UN-Truppe Beschwerde ein. Einen Tag später reagierte die israelische Armee auf eine syrische Granate, die in der Nähe eines israelischen Militärpostens eingeschlagen war, indem sie die für den Beschuss verantwortliche Artillerieeinheit mit Panzern unter gezieltes Feuer nahm.
Am 27. Juli 2024 traf eine – laut israelischer Darstellung von der Terrororganisation Hisbollah – aus dem Südlibanon abgefeuerte Rakete einen Fußballplatz der Stadt Madschdal Schams, wobei mindestens zwölf drusische Kinder und Jugendliche getötet sowie rund 30 Personen verletzt wurden.

## Politische und militärische Bedeutung

Die Golanhöhen

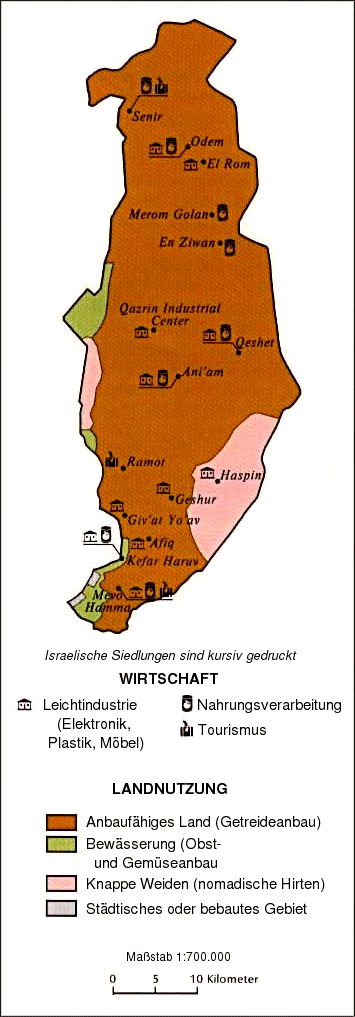
Wirtschaft und Landnutzung (Stand 1993)

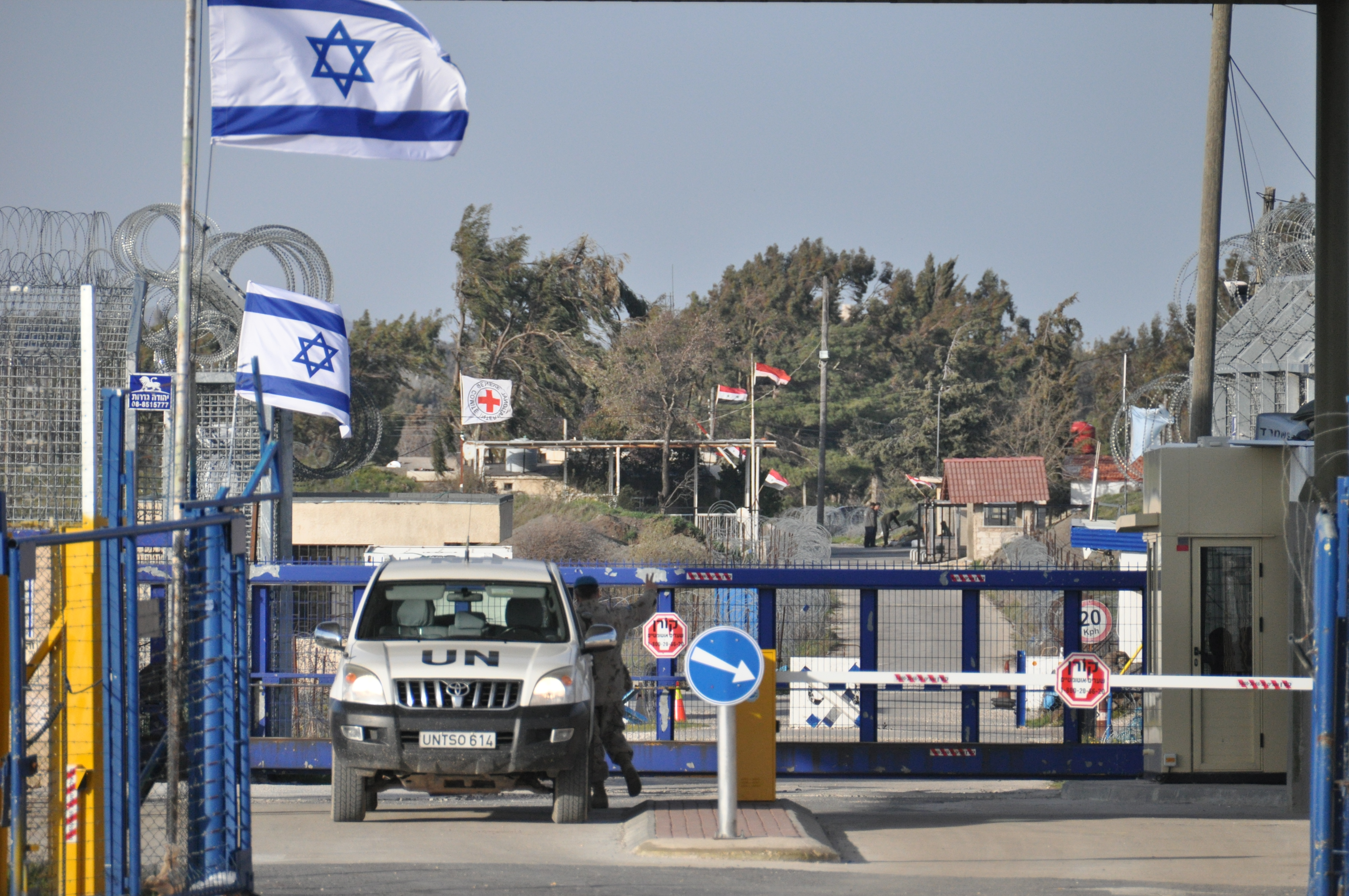
Von UNDOF-Truppen bemannter Grenzübergang zwischen israelisch und syrisch kontrolliertem Gebiet bei Quneitra (2012)

Israel macht für die Besetzung militärstrategische und die Wasserversorgung betreffende Gründe geltend. Von Stellungen auf den Golanhöhen könnte die syrische Artillerie weite Teile Nordisraels beschießen, was sie vor der israelischen Besatzung 1967 auch regelmäßig tat. Ab 1964 versuchte Syrien, das Wasser des Jordan durch Umleitung der nicht auf israelischem Gebiet liegenden Quellflüsse des Jordan, Banyas und Hasbani, vermehrt selbst zu nutzen. Die vollständige oder teilweise Rückgabe der Golanhöhen an Syrien soll nach israelischer Position nur im Zuge eines vollwertigen Friedensvertrages erfolgen, der auch Lösungen für diese Fragen einschließt. Einige Annäherungsversuche zwischen Israel und Syrien waren im Jahr 2000 gescheitert. Mehrere israelische Ministerpräsidenten haben ihre grundsätzliche Bereitschaft zu territorialen Kompromissen signalisiert. Im Dezember 2003 schlug der syrische Präsident Baschar al-Assad zunächst erfolglos eine Wiederaufnahme der Verhandlungen mit Israel vor. Obwohl die israelische Regierung offizielle Kontakte zu Syrien verneinte, fanden seit 2004 indirekte Gespräche zwischen beiden Staaten unter türkischer Vermittlung statt. Im Mai 2008 gaben die syrische und die israelische Regierung bekannt, offizielle Friedensgespräche aufzunehmen, in denen die Rückgabe der Golanhöhen im Zentrum der Verhandlungen stehen sollten.

### Ansprüche der Hisbollah
Zu den Golanhöhen zählen auch die Schebaa-Farmen, die vor allem von der Hisbollah-Bewegung für den Libanon beansprucht werden und als Hauptvorwand dienen, die von Resolution 1701 des UN-Sicherheitsrates geforderte Entwaffnung dieser Gruppierung zu verhindern und Israel weiter als Besatzungsmacht im Libanon darzustellen. Gemeinsam mit Syrien wird geltend gemacht, Syrien habe das Gebiet 1951 an den Libanon abgetreten. Die Vereinten Nationen erkennen diese Abtretung jedoch nicht an, weil es dafür keine Beweise gibt, und betrachten es deshalb weiterhin als syrisch. Der ungelöste Konflikt ist deshalb indirekt über den syrischen Einfluss im Libanon und auch direkt über die ungeklärte Frage der Schebaa-Farmen mitverantwortlich für die andauernden Spannungen im Libanon.

### Verhandlungen zwischen Israel und Syrien in den Jahren 2011/2012
Bei Geheimverhandlungen zwischen Israel und Syrien – weit in den Krieg in Syrien hinein, in den Jahren 2011/2012 – soll Regierungschef Netanjahu noch die vollständige Rückgabe der besetzten Golanhöhen im Gegenzug für ein Friedensabkommen in Aussicht gestellt haben. Die Zeitung Jedi’ot Acharonot berichtete, dass die Verhandlungen unter Vermittlung der USA während der Regierung Obama mit George Mitchell (Sondergesandter der US-Regierung für den Nahen Osten) und Frederic Hof (Sonderkoordinator der US-Regierung für Syrien) jedoch versandet seien, als sich der Krieg ausweitete. Präsident Barack Obama arbeitete daran, den Präsidenten Baschar al-Assad zu stürzen. Hof stellte fest, dass Netanjahu auf jeden Fall darauf bestand, dass die Rückgabe der Golanhöhen durch ein israelisches Volksreferendum bestätigt werden müsse, was es höchst unwahrscheinlich gemacht hätte, dass das syrische Territorium zurückgegeben werden würde.

### Anerkennung der israelischen Annexion durch US-Präsident Trump
Am 25. März 2019 erkannte US-Präsident Donald Trump die seit 52 Jahren von Israel annektierten syrischen Golanhöhen formell als Staatsgebiet Israels an. In Anwesenheit des israelischen Ministerpräsidenten Benjamin Netanjahu unterzeichnete Trump im Weißen Haus eine entsprechende Proklamation. Er begründete diesen Schritt mit dem notwendigen Schutz Israels vor feindlichen Angriffen von den Golanhöhen aus. Netanjahu hatte sich lange international um eine Anerkennung der Golanhöhen als israelisch bemüht. Kurz vor der Parlamentswahl am 9. April 2019 bekam die rechtskonservative Regierung in Israel diesen langgehegten Wunsch nun von Trump erfüllt. Die Regierung in Syrien kritisierte die Entscheidung scharf und nannte die Entscheidung einen „abscheulichen Angriff auf die Souveränität und territoriale Integrität“ und wertete Trumps Vorstoß als „verantwortungslos“.
Die Anerkennung rief scharfe Kritik auch von anderen Staaten wie Türkei, Iran und Russland sowie von internationalen Organisationen weltweit hervor. Der Generalsekretär der Vereinten Nationen (UN), António Guterres, verwies auf die Beschlüsse des UN-Sicherheitsrates dazu und betonte, der Status der Golanhöhen sei unverändert und im Einklang mit der UN-Resolution 497, die im Jahr 1981 einstimmig angenommen wurde. Die Arabische Liga verurteilte die Entscheidung Trumps und bezeichnete sie als einen Verstoß gegen das Völkerrecht. Die Europäische Union (EU) betonte, dass Trumps Entscheid an der Haltung der EU nichts ändere, sie werde im Einklang mit internationalem Recht Israels Anspruch auf das Gebiet nicht anerkennen.

### Feststellung der Unzulässigkeit der Annexion durch die UN-Generalversammlung
Die Generalversammlung der Vereinten Nationen stellte am 12. Dezember 2022 in der Resolution A/RES/77/125 erneut fest, „dass der gewaltsame Gebietserwerb nach dem Völkerrecht, einschließlich der Charta der Vereinten Nationen, unzulässig ist“. Israel wurde unter anderem aufgefordert, den einschlägigen Resolutionen, insbesondere der Resolution 497 des UN-Sicherheitsrates Folge zu leisten, im annektierten Gebiet insbesondere die Errichtung von Siedlungen zu unterlassen, den syrischen Staatsbürgerinnen und -bürgern keine israelische Staatsbürgerschaft und Personalausweise aufzuzwingen und von seinen Maßnahmen zur Unterdrückung der Bevölkerung abzulassen.

## Ölvorkommen
Die Genie Energy Ltd., ein US-Unternehmen aus Newark in New Jersey, um Dick Cheney, Rupert Murdoch, James Woolsey, Larry Summers, Bill Richardson, Jacob Rothschild und Michael Steinhardt, bekam 2013 eine Lizenz, im israelischen Teil der Golanhöhen nach Öl zu suchen. Am 7. Oktober 2015 verkündete Genie Energy, durch Probebohrungen ein großes Ölvorkommen gefunden zu haben. Am 16. November 2017 stellte die Genie Energy Ltd. die Bohrungen jedoch mangels rentabler Vorkommen ein.